# Кора (національний парк)
0°12′31″ пд. ш. 38°44′10″ сх. д. / 0.20861111° пд. ш. 38.73611111° сх. д.
Національний парк Кора розташований в окрузі Тана-Рівер, Кенія . Парк займає площу 1788 км². Він розташований за 125 кілометрів на схід від гори Кенія. Cпочатку у 1973 році Кора був оголошений природним заповідником . Він був офіційно оголошений національним парком у 1989 році після вбивства Джорджа Адамсона браконьєрами.
Національний парк Меру та річка Тана позначають 65 кілометрів північної межі парку. Особливості річки полягають у її скелястих берегах, на річці Тана розташовані водоспади Адамсона, Гранд-Фоллз і пороги Кора. Його східна межа позначена річкою Мвітамвісі.  У парку також є кілька сезонних річок.
Рельєф парку представлений пологим схилом від висоти 490 м на південному заході до висоти близько 270 м на північному сході. Центральна зона парку - хвилястий пенеплен . Фундаментальні хребти виступають над поверхнею пенеплена у вигляді скелястих інсельбергів, куполоподібних пагорбів або твердих скель, які круто піднімаються над навколишньою територією. Найвищими з цих інсельбергів є Мансумбі (488 м), Кумбуланва (450 м) і Кора Рок (442 м). Тріщини та щілини в інсельбергах заповнені ґрунтом, і в них укоріненилися різноманітні трави, кущі та невеликі вітрові дерева. Такий ландшафт створює свою унікальну екосистему.
У парку проживає велика різноманітність видів тварин, у тому числі каракал, гепард, саванний слон, генета, бегемот, плямисті та смугасті гієни, африканський леопард, лев, сервал, дика кішка та кілька видів антилоп . Рослинність парку представлена переважно акацієвими чагарниками . Також тут є річкові ліси з пальми дум і тополі річки Тана.
У 1980-1990-х роках парк мав серйозні проблеми з браконьєрами. Найвідомішим борцем з браконьєрами був Джордж Адамсон. Він і двоє його помічників були вбиті браконьєрами в парку в 1989 році. Адамсон похований у парку з трьома левами, яких він відпустив на волю.
Зусилля відновити роботу парку досягли кульмінації в 2012 році, коли британський актор Мартін Клюнс зняв чотиримісячне левеня-сироту. Дитинчаті на ім'я Мугі було близько рік, коли на нього напали гієни, завдавши внутрішніх ушкоджень, від яких воно не одужало.

## Зовнішні посилання
- Служба охорони дикої природи Кенії – Національний парк Кора
- World Database on Protected Areas – Kora National Park
- Фотографії Джорджа Адамсона Kampi Ya Simba в заповіднику Кора.